# Xã Clinton, Quận Knox, Ohio
Xã Clinton (tiếng Anh: Clinton Township) là một xã thuộc quận Knox, tiểu bang Ohio, Hoa Kỳ. Năm 2010, dân số của xã này là 2.826 người.